# Concilio de Roma (1059)
El Papa Nicolás II convocó un concilio en Roma en 1059 asistido por ciento trece Obispos, Abades, Presbíteros y Diáconos. 
En él hizo un discurso sobre la elección de los Papas seguido de un Decreto para ello, Dice: 
Ordenamos, según la autoridad de los Padres, que llegando a morir el Papa, traten los Cardenales Obispos, juntos los primeros en la elección, que después llamen a ella los Cardenales Clérigos y en fin, que el resto del Clero y del Pueblo dé también su consentimiento.
En este Concilio se hicieron también trece Cánones. El cuarto ordena la vida común a los Clérigos y se cree que es el origen de los Canónigos regulares. Es el siguiente: 
Ordenamos que los Presbíteros y los Diáconos que guarden la continencia, coman y duerman juntos cerca de las Iglesias para que han sido ordenados y que tengan en común todo lo que les proviene de la Iglesia y los exhortamos a obrar de modo que guarden la vida de los primeros Fieles.
Se hizo una profesión de Fe sobre la Eucaristía. Berenguer la firmó con juramento pero después escribió contra ella llenando de injurias al Cardenal Humberto, que era su autor. 